# Carl Philipp zu Innhausen und Knyphausen
Carl Philipp zu Innhausen und Knyphausen (* 5. März 1711 in Lütetsburg; † 7. September 1784 ebenda) war ein ostfriesischer Edelherr. Im Jahr 1728 übernahm er die Herrschaft auf Schloss Lütetsburg. 

## Herkunft
Seine Eltern waren Franz Ferdinand von Inn- und Knyphausen  († 30. August 1725 in Lütetsburg) Präsident der ostfriesischen Ritterschaft und Sophie Luise von Tettau (* 28. August 1688; † 20. Februar 1725 in Lütetsburg) Tochter von Johann Georg von Tettau. Sein jüngerer Bruder war Wilhelm Reichsfreiherr zu Inn- und Knyphausen.

## Leben
Nach dem frühen Tod seines Vaters heiratete seine Mutter den Dorsten der Herrlichkeiten Dornum und Petkum Haro Joachim von Closter († 1728). So stand er zunächst unter der Vormundschaft seines Stiefvaters sowie seines Onkels des preußischen Ministers Friedrich Ernst zu Innhausen und Knyphausen († 1731). So konnte er in Frankfurt an der Oder studieren, und eine Kavalierstour durch die deutschen Staaten, Wien und Ungarn machen. Er wurde aber durch den Konflikt der Ostfriesischen Stände mit den Fürstenhaus zurückgerufen. So musste er die Verwaltung seiner inzwischen verwahrlosten Güter übernehmen. Er heiratete und war von 1742 bis 1744 Präsident der Ostfriesischen Landschaft.
Er konnte den Lütetsburger Fideikommiss kaufen und ließ in der Folge auch das auch das Schloss in Lütetsburg umbauen. Zudem versuchte die verlorene Ansprüche seiner Familie wieder zu erhalten, was aber meistens scheiterte.
Zum Ende seines Lebens konnte er dann auch noch eine ausführliche Geschichte seiner Familie veröffentlichen.

## Familie
Seine Frau war Sophie Charlotte von Wedel-Jarlsberg (* 28. September 1708; † 6. Dezember 1765) Tochter von Erhard Friedrich von Wedel-Jarlsberg (* 20. November 1668; † 24. Juli 1740) und Maria Juliane von Frydag (* 16. Februar 1684; † 2. Oktober 1727). Das Paar hatte folgende Kinder: 
- Charlotte Elisabeth Henriette (* 3. Februar 1741; † 18. Mai 1809) ⚭ 3. Februar 1741 Christian Frederik von Holstein-Ledreborg (* 10. Mai 1735; † 15. Juni 1799)
- Georg (Heinrich) Anton Wilhelm (1744–1789) ⚭ 1783 Luise Charlotte Henriette von Kraut (1762–1819) (Erbin des Landes Löwenberg)
- Edzard Moritz (* 10. März 1748; † 29. Januar 1824)

⚭ Sophie Juliane von Closter (* 28. August 1757; † 23. Dezember 1793)
⚭ Sophia Charlotte Hedwig von Holstein-Ledreborg (* 13. Februar 1771; † 18. Dezember 1854)
- Carl Gustav  (* 4. Juni 1749; † 16. September 1841) ⚭ Gerhardine Magdalena von Closter (* 17. Januar 1768; † 18. Juli 1841)